# Max-Planck-Gymnasium (Dortmund)
Das Max-Planck-Gymnasium (MPG) ist ein städtisches Gymnasium in Dortmund. Es ist nach dem Stadtgymnasium Dortmund das zweitälteste Gymnasium der Stadt, und mit etwa 1000 Schülern und etwa 100 Lehrern (Stand 9/2020) eines der größten im gesamten Stadtgebiet.
Bekannt ist die Schule insbesondere für ihre beiden portugiesischen und französischen Sprachzweige. So gilt es als einziges Gymnasium in Deutschland mit Portugiesisch als Abiturfach. Seit 1991 kann man hier zudem das deutsch-französische Abitur AbiBac erwerben. Das MPG zählt zu den 250 zertifizierten Europaschulen in NRW. Auch sein 1899 begonnenes Engagement für den Rudersport ist zu nennen.
Das MPG hat sich dem Netzwerk Schule ohne Rassismus – Schule mit Courage angeschlossen, Im Jahr 2018 und 2021 wurde das MPG als „MINT-freundliche“ Schule geehrt, im Jahr 2022 zusätzlich als „Digitale Schule“.

## Geschichte

### 1858 bis 1945
Der Vorläufer der Schule entwickelte sich von 1831 bis 1858 zunächst aus einer – auf Wunsch der Eltern – stärkeren Betonung der „realen“ Fächer in Abgrenzung zum Griechisch- und Latein-Unterricht am Städtischen Gymnasium (zwischen Westenhellweg und Schwarze-Brüder-Straße). Im Zuge dessen wurden ab 1841 einige förmliche Realklassen eingerichtet. Zu Ostern 1858 wurde dann, in das städtische Gymnasium eingegliedert, die sechsstufige Dortmunder Realschule mit realgymnasialen Charakter aufgebaut. Nach dem Ausbau zur neunklassigen Vollanstalt erfolgte am 18. Januar 1862 die Anerkennung als Realschule 1. Ordnung. 1863 Umzug in ein neu errichtetes Gebäude am Neutor. 1879 erlangt die Schule die völlige Selbstständigkeit vom Städtischen Gymnasium und erhält einen eigenen Lehrkörper, einen eigenen Direktor und einen separaten Eingang zum zunächst weiterhin gemeinsam genutzten Gebäude. 1882 Umbenennung in Realgymnasium. 1886 Umzug an den neuen Standort in der Luisenstraße. Um 1917 erfolgte die Umbenennung in Bismarck-Realgymnasium, als Tribut an den Reichskanzler Otto von Bismarck, maßgeblicher Begründer des Deutschen Kaiserreichs 1871, und zur besseren Unterscheidung von dem (1907 zunächst als Realschule neu eröffneten) 2. Realgymnasium in der Münsterstraße, dem Vorgänger des heutigen Helmholtz-Gymnasiums.
Unter dem Naziregime bereitet Hans Woelbing, seit 1928/29 am Bismarck-Realgymnasium, von 1929 bis 1943 als Studienrat, als vom Staatskommissar Bruno Schüler "Beauftragter für Säuberung und Reinigung der Dortmunder Bibliotheken" und Leiter der "Bibliotheks-Prüfungskommission" zusammen mit Lehrern im Nationalsozialistischen Lehrerbund (NSLB) 1933 die Bücherverbrennung am 30. Mai 1933 auf dem Hansaplatz in Dortmund vor und hält bei der Verbrennung eine Ansprache. Im Schulgebäude in der Luisenstraße 6 befand sich eine Sammelstelle für die zu verbrennenden Bücher. In der Tageszeitung Tremonia wurde dazu aufgefordert, dort Bücher für die Verbrennung abzugeben. Unter Leitung des Studienreferendars Friedhelm Kaiser, 1933 bis 1935 Schriftleiter und Chef vom Dienst der NSDAP-Parteizeitung Westfälische Landeszeitung – Rote Erde und von 1939 bis 1941 Stellvertretender Reichsgeschäftsführer der Forschungsgemeinschaft Deutsches Ahnenerbe, sprechen Schüler der Schule dessen Text Die Brandfackel im Sprechchor. Der langjährige Leiter des Dortmunder Stadtarchivs Günther Högel hält es für evident, dass auch das Lehrerkollegium der Schule mit großem nationalsozialistischen Engagement an der Bücherverbrennung in Dortmund beteiligt gewesen ist. Nach dem Zweiten Weltkrieg arbeitet Hans Woelbing ab 1949 zunächst als Gymnasiallehrer, von 1964 bis 1974 als Leiter der Volkshochschule in Zweibrücken und baut später die Bibliotheca Bipontina auf, deren angesehener Leiter er wird. Seine Vergangenheit als NSDAP-Funktionär und treibende Kraft bei der Bücherverbrennung in Dortmund wird in Zweibrücken erst 2013 durch eine Veröffentlichung der Bibliotheca Bipontina in der Fachzeitschrift Bibliotheksdienst bekannt.

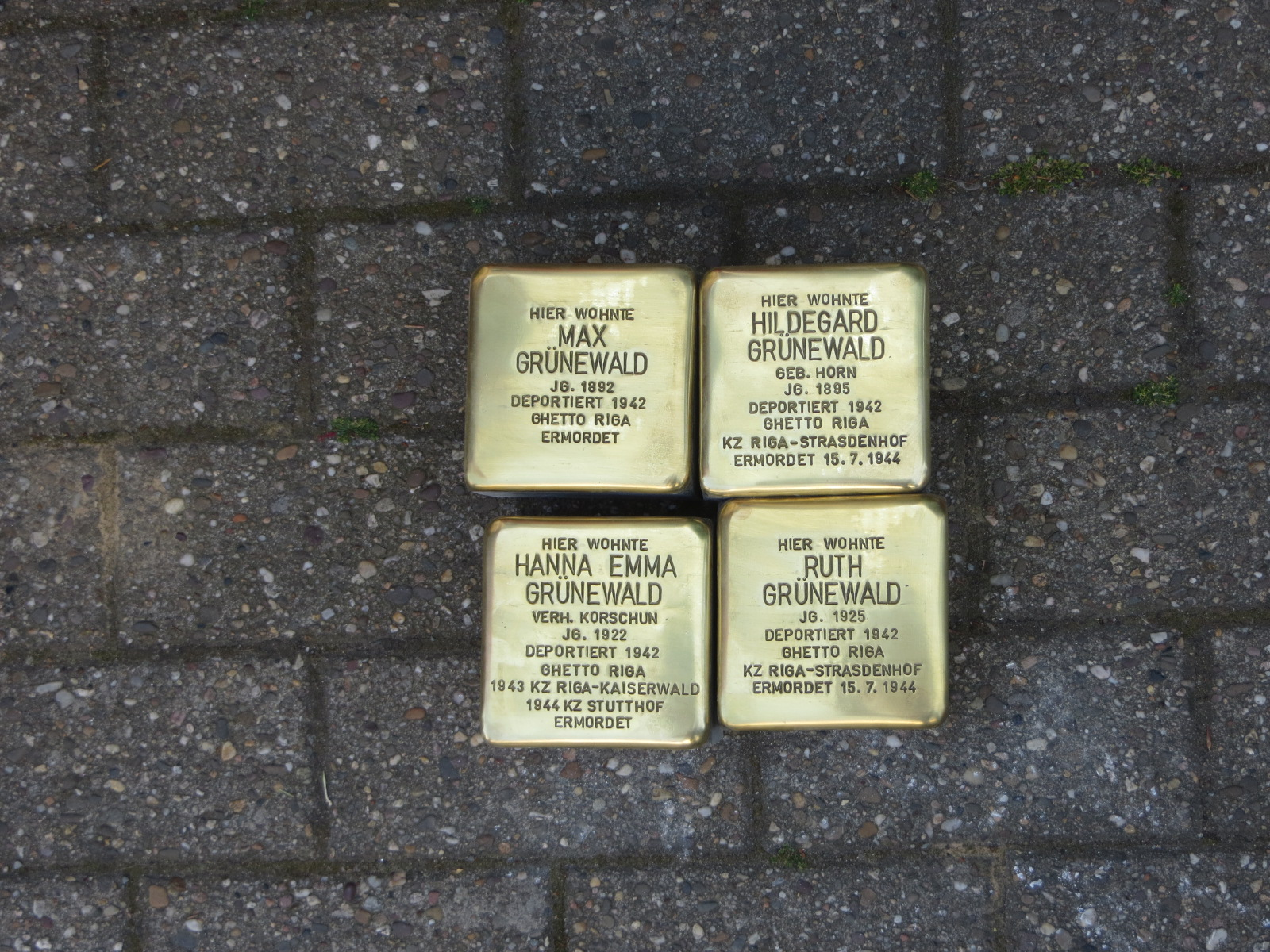
Stolpersteine für Max Grünewald, seine Frau und seine zwei Töchter, 2023 verlegt in der Wenkerstr. 12 in Dortmund

Von 1900 bis 1930 waren etwa 3–7 % der Schüler der Schule jüdischen Glaubens und wurden im Fach Jüdische Religion unterrichtet. Ab 1933 sahen sich Schüler, Lehrer und ehemalige Schüler zunehmend Drohungen gegen ihr Leben und ihre Freiheit sowie Beschränkungen in der Ausübung ihrer beruflichen Tätigkeit ausgesetzt. Vertreibung, Verschleppung und Ermordung folgten. Bis ca. 1935 gingen alle Schüler von der Schule ab und sind größtenteils mit ihren Eltern ausgewandert. Ernst Appel, seit 1927 Rabbiner in Dortmund und seit 1929 Religionslehrer an der Schule floh im Mai 1937 nach mehreren willkürlichen Verhaftungen durch die GeStaPo, mit seiner Familie über Holland zu Verwandten in die Vereinigten Staaten, nachdem er lange gezögert hatte, „seine Gemeinde in dieser Zeit der Not und Bedrängung zurückzulassen“. Otto Koch war von 1912 bis 1934 Oberstudienrat und Religionslehrer am damaligen Bismarck-Realgymnasium, sowie anschließend Propst der Gaukirche in Paderborn. Er warnte als Zentrumspolitiker vor der NSDAP in Reden in der Stadtverordnetenversammlung der Stadt Dortmund und in der Zeitung. Deswegen wurde er aus dem Dienst entlassen und von der SA verprügelt. Der Urologe Julius Grüneberg (Not-Abiturjahrgang 1914), sah sich im Oktober 1939 gezwungen, von Berlin über Holland in die USA zu fliehen. Unterwegs dahin verlor er bei einem Bombenangriff auf den Hafen von Rotterdam alles was er bei sich hatte. Max Grünewald (Abiturjahrgang 1910), der noch 1921 in Dortmund-Stadtmitte in der Hohen Straße Nr. 12 als praktischer Arzt, Wundarzt und Geburtshelfer praktizierte und zuletzt, im Zuge der „Judenumsiedlung (…) zur räumliche[n] Trennung von Ariern und Juden“ 1941 in ein Barackenlager an den Stadtrand in Dortmund-Deusen zwangsumgesiedelt worden war, wurde am 27. Januar 1942 mit seiner Frau Hildegard und seinen beiden Töchtern Hanna und Ruth in das Ghetto Riga deportiert.
Anfang 1937 wurde das Bismarck-Realgymnasium in die Bismarck-Oberschule und das Albert-Leo-Schlageter-Gymnasium, (bis 1934: Staatliches Gymnasium, heute: Reinoldus- und Schiller-Gymnasium) in die Albert-Leo-Schlageter-Oberschule umgewandelt, da das zwischenzeitlich in Hitler-Gymnasium umbenannte Stadtgymnasium die Bezeichnung Gymnasium allein tragen sollte. Im Zweiten Weltkrieg wurde das Schulgebäude 1943 zum Großteil und 1944 schließlich völlig zerstört. Im Juni 1943 war ein Teil der Schulgemeinde im Rahmen der Kinderlandverschickung nach Baden-Baden verlegt worden. Zurück blieben die Schüler der Klassen 7 und 8, die vor Beginn ihres wehrpflichtigen Alters als Luftwaffenhelfer eingesetzt wurden und nachmittags in den Flakstellungen in der Umgebung von Dortmund von den 7 nicht evakuierten Lehrern der Schule notdürftig unterrichtet wurden. In Baden-Baden war die Schule im Gymnasium Hohenbaden zu Gast, wo nachmittags von den 13 mitverlegten Lehrern der Unterricht erteilt wurde. 1944 wurden Schüler an Bauarbeiten zur Reaktivierung des Westwalls 1944 eingesetzt. Im Dezember 1944 wurde die Bismarck-Oberschule (zusammen mit dem Realgymnasium Hörde, 1949–1995: Humboldt-Gymnasium) von der vorrückenden Front nach Enzklösterle und im Frühjahr 1945 ins Allgäu verlegt. Von dort kamen sie am 15. Juli 1945, nach einer 6-tägigen Fahrt in einem von den Amerikanern zur Verfügung gestellten Güterwagen nach Dortmund zurück.
Die bürgerlichen Schüler des Realgymnasiums begannen 1890 auf dem Schulhof regelmäßig Fußball zu spielen. Sie waren damit die Pioniere des Fußballsports in der Stadt. Zudem wurde am 1. Juni 1899 (nach der feierlichen Eröffnung des Dortmund-Ems-Kanals im Vorjahr) mit dem Ruder-Verein des Realgymnasiums zu Dortmund der Vorläufer der späteren Bismarck-Ruderriege von 1899 und damit die älteste noch bestehende Ruderriege Dortmunds gegründet.

### Ab 1945
In den Wirren nach der Kapitulation im Mai 1945 kamen viele der Schüler und Lehrer wieder in Dortmund zusammen und begannen einen improvisierten Schulbetrieb. Nach Ostern 1946 wurde dann der Unterricht in Räumen des Helmholtz-Gymnasiums Dortmund wieder offiziell aufgenommen, zunächst unter dem Namen Humboldt-Oberschule. Das zerstörte Schulgebäude in der innenstädtischen Luisenstraße wurde nicht mehr aufgebaut, und die Humboldt-Oberschule blieb weiter im Helmholtz-Gymnasium zu Gast. Am 19. Juli 1949 erfolgte die Umbenennung in Max-Planck-Gymnasium. Der Name erinnert an den im Gründungsjahr der Schule (1858) geborenen Physiker Max Planck. Im Juli 1958, im Jahr des 100-jährigen Schuljubiläums, beschloss der Rat der Stadt Dortmund einen Neubau des MPG ab 1960. Seit 1961 residiert das MPG an der Ardeystraße am südlichen Innenstadtrand.
Im Zuge der Koedukation werden an der Schule seit Schuljahrsbeginn 1972/73 Jungen und Mädchen gemeinsam unterrichtet.
Die Stadt Dortmund als Schulträger hat gelegentlich die Fachschaft Französisch der Schule um Unterstützung gebeten, wenn es darum ging, Frankreich-Kontakte zu begleiten. So hat MPG-Lehrer Wolfgang Asshoff, der die Fächer Französisch und Evangelische Religionslehre unterrichtete, mehrere Jahrzehnte lang diejenigen französischen Delegationen betreut, die Dortmund im Rahmen deutsch-französischer Aussöhnung und Verständigung besuchten. Lehrer Asshoff war schon pensioniert, als er im Frühjahr 2015 gemeinsam mit seiner Frau in das Dortmunder Rathaus zu einer kleinen Feierstunde mit dem Oberbürgermeister gebeten wurde, wo ihm Emmanuel Suard, französischer Botschaftsrat für Kultur, Bildung und Hochschulwesen, den Nationalen Verdienstorden Frankreichs überreichte.
1980 begann das bundesweit einzigartige Portugiesischprojekt an der Schule, nachdem bereits zuvor ein französischer Sprachzweig an der Schule etabliert worden war.
Seit Mitte des Jahres 2023 kann anstatt des  konfessionellen Religionsunterrichts Praktische Philosophie gewählt werden.

## Das Portugiesisch-Projekt

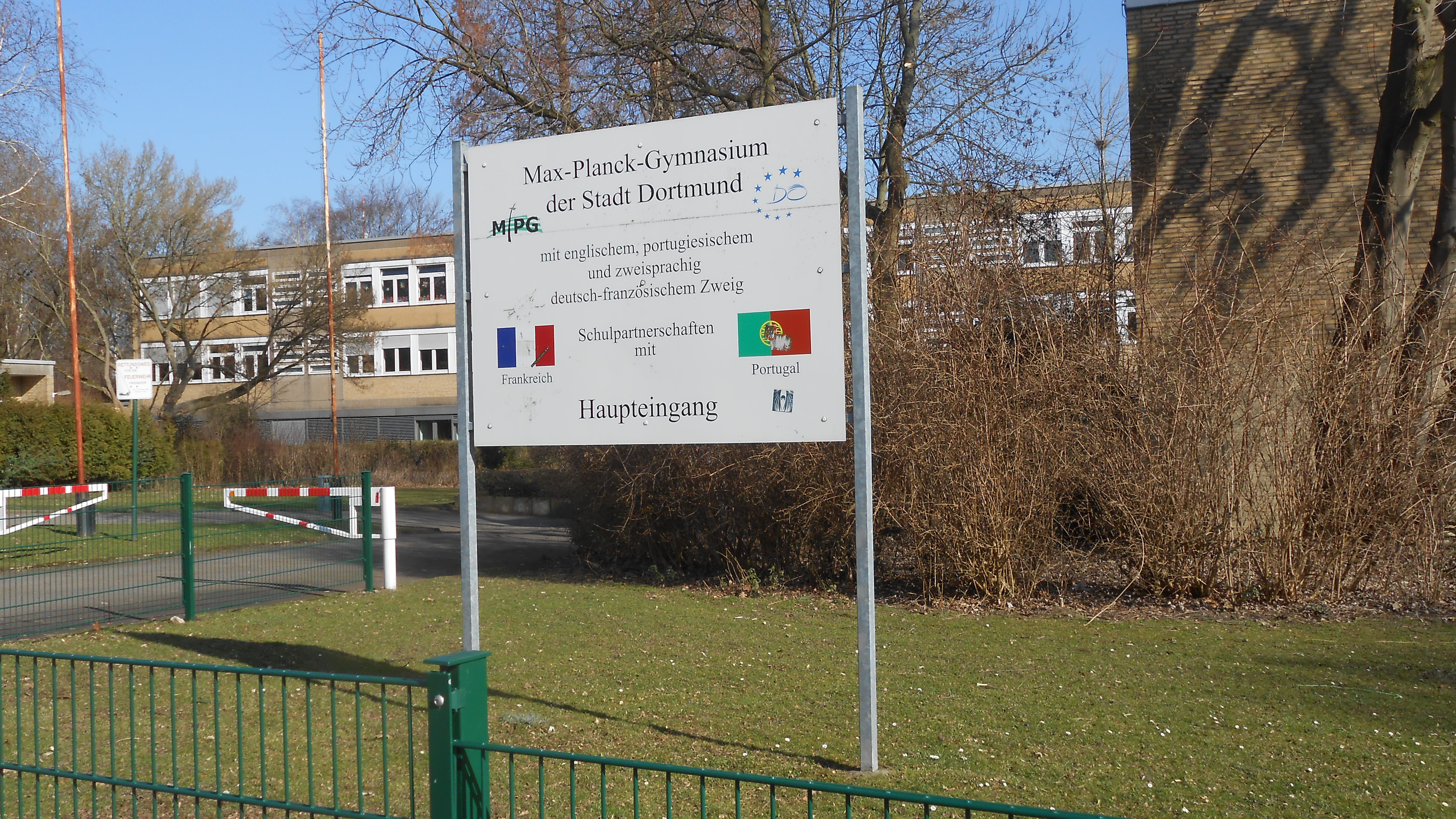
Tafel zu seinen Sprachzweigen am Haupteingang des MPG

Hans-Georg Becker kam von der 1848 gegründeten Deutschen Schule in Lissabon, als er 1979 Direktor des MPG wurde. 1980 führte er hier in einem Pilotprojekt den Unterricht von Portugiesisch ein. Zunächst startete das Projekt mit Portugiesisch als erster Fremdsprache, Zielgruppe waren zunächst Kinder portugiesischer Einwanderer. Erste Lehrerin wurde die mit einem Finnen verheiratete Maria do Carmo Kuparinen. Später wurde Portugiesisch als dritte Fremdsprache für alle Schüler angeboten, und 1985 stieß mit Margarida de Lima Werner eine weitere Lehrkraft dazu. Mit diesem Projekt leistete die Schule Pionierarbeit. Etwa 300 Schüler haben bisher (2015) am MPG Portugiesisch als Abiturfach gewählt. Das MPG gilt heute als einzige Schule in Deutschland, die Portugiesisch bis ins Abitur anbietet.
Zu dem Projekt gehört neben dem Unterrichtsangebot auch ein Austauschprojekt mit einer Partnerschule in Portugal, Schulfahrten nach Portugal, und gelegentliche kulturelle Veranstaltungen.
2011 wurde das MPG von der Republik Portugal für sein Engagement mit dem portugiesischen Verdienstorden im Kommandeursrang ausgezeichnet.

## Schulpartnerschaften
- Colégio Visconde de Porto Seguro in São Paulo, Brasilien
- Escola Manuel Teixeira Gomes in Portimão, Portugal
- Escola Secundária Fernão Mendes Pinto in Almada, Portugal
- Lycée Charles Hermite in Dieuze, Frankreich
- Lycée Janson de Sailly in Paris, Frankreich
- Lycée Monge in Charleville-Mézières, Frankreich
- Mary Institute and Saint Louis Country Day School (MICDS) in St. Louis, USA

## Sport

### Rudern
Einen großen Stellenwert im Sportangebot der Schule hat das Schülerrudern mit schulischen und außerschulischen Angeboten der Ruderriege von 1899 am Max-Planck-Gymnasium Dortmund, einer der größten und ältesten ihrer Art in Nordrhein-Westfalen.
Von Anfang an spielte das Wanderrudern eine große Rolle: Spätestens seit 1954 (Die Neugründung der Riege nach der kriegsbedingten Unterbrechung war im April 1953 erfolgt) werden in den Schulferien und an Feiertagen regelmäßig deutschlandweit Flüsse und Kanäle in mehrtägigen Wanderfahrten berudert. Bereits im Schuljahr 1913/14 unternahm der Schülderruderverein in den Pfingstferien eine 6-tägige Wanderfahrt auf der Lippe nach Wesel und in den Herbstferien eine Fahrt auf der Ems abwärts bis nach Emden und Borkum. 1929 führten drei Wanderfahrten nach Hamm, Haltern, Bremen und Emden.
Ein zweites wichtiges Standbein ist das Rennrudern: Die Schule gewann 1956 beim Deutschen Meisterschaftsrudern in Heilbronn den Schülerbesten im Gig-Vierer, 1957 den Leistungsbesten Gig-Doppelvierer der Höheren Schulen des Bundesgebietes und Berlins, 1958 der Jugendbeste Gig-Doppelvierer, 1971 die Deutsche Schülermeisterschaft im C-Gig-Doppelvierer und 1972 die Deutsche Schülermeisterschaft im C-Gig-Doppelvierer sowie im Achter. 1979 und 1981 nahmen Achter-Mannschaften der Ruderriege am Head of the River Race, einer Langstrecken-Ruderregatta für (zu diesem Zeitpunkt) 420 teilnehmende Achter in London teil und fuhren 1979 auf dem 182. Platz und 1981 auf dem 296. Platz ins Ziel. 2013 gewann sie die erstmals ausgetragene Dortmunder Stadtmeisterschaft auf dem Phoenix-See. Viele erfolgreiche Schülerruderer wechseln an das Bundesleistungszentrum Rudern Dortmund.

### Handball
Hallenhandball gehörte lange zu den Schwerpunktsportarten am MPG. So unterrichtete hier bis 2012 der Handballnationalspieler Heiner Möller Sport, und es bestanden gute Kontakte zum ehemaligen Bundesligisten OSC Dortmund bzw. der TSC Eintracht Dortmund, in deren Räume bis heute die Ehemaligentreffen am zweiten Weihnachtstag stattfinden. Die Schule gehörte zu den erfolgreichsten Mannschaften des Feldhandballs im Stadtgebiet, bis zur rapide abnehmenden Beliebtheit des Sports seit den 1960er Jahren. So waren in der Mannschaft des TuS Wellinghofen, die die Deutsche Feldhandball-Meisterschaft 1964 gewann, einige ehemalige MPG-Schüler.

### Fußball
1890 waren es Schüler des damaligen Realgymnasiums, die den Fußballsport in Dortmund etablierten.
Das Max-Planck-Gymnasium Dortmund gilt als Partnerschule des Fußballs. Im Rahmen dieser Partnerschaft betreibt sie die Talentförderung talentierter Fußballer. Die Fußballer am MPG erhalten zusätzlich zu ihrem Vereinstraining weitere Trainingseinheiten im Bereich Technik und Individualtaktik. Das Gymnasium kooperiert dafür mit dem DFB-Talentstützpunkt Dortmund und dem Kirchhörder SC.
Zuletzt brachte die Schule auch einige bekannte Fußballspieler hervor, zu nennen insbesondere der Spieler und Trainer Nuri Şahin, aber auch Tim Treude und Youssoufa Moukoko waren MPG-Schüler. Mit Yannick Rupert ist auch ein bekannter Fußballschiedsrichter darunter.

### Weiteres
Im Golf und im Tennis gewannen MPG-Mannschaften viele regionale und einige überregionale Titel. Auch Leichtathletik-, Badminton-, Basketball, Schach- und Schwimmtitel sind zu nennen. Als erste Deutsche gewann zudem die MPG-Schülerin Giannina B. bei den U.S. Masters 2011 mit dem Junior Master Woman Overall Champion den bedeutendsten Titel im Wasserski neben der WM.
Tradition hat am MPG auch das Skifahren in Form von Klassenfahrten, seit man in den 1960er Jahren erste Fahrten ins Sauerland organisierte. Nachdem seit 1973 die Südtiroler Orte La Villa, St. Kassian und Pedraces in den italienischen Dolomiten Ziel waren, fahren die Schüler seit 1988 ins österreichische Piesendorf.

## Individuelle Förderung
Das Ziel der individuellen Förderung ist es, dass die Schule den einzelnen Schüler bei seiner Entwicklung unterstützt. Dabei versucht das Programm den einzelnen Schüler individuell und mit seinen Interessen zu fördern. Am Max-Planck-Gymnasium gibt es verschiedene Programme, welche sich dem Schüler anpassen und auf die Stärken und Interessen eingehen.

### Unterstützungsangebote
Um einzelnen Schülern und Schülerinnen zu helfen, gibt es verschiedene Angebote am Max-Planck-Gymnasium. Das MAXI-Projekt soll dem Schüler oder der Schülerin dabei helfen, dass der jeweilige Schüler eine individuelle Unterstützung eines anderen Schülers bekommt. Meistens geschieht dies durch einen Schüler, einer höheren Jahrgangsstufe.
Weiterer Angebote zur individuellen Unterstützung sind:
- Hausaufgabenbetreuung
- Lerncoaching
- Lern- und Förderempfehlungen
- Lern-Ferien NRW

### Beschleunigtes Lernen
Das sogenannte „beschleunigte Lernen“ ist vor allem für die Schüler und Schülerinnen, welche den Unterrichtsstoff in ihrer eigenen Klasse oder in ihrem eigenen Kurs in einem besonderen Maße verstehen und erarbeiten. Hierbei soll der Schüler oder die Schülerin neben dem regulären Unterricht noch einmal individuell gefördert und gefordert werden. Das Max-Planck-Gymnasium bietet dafür verschiedene Programme:
- Drehtürmodell- ein Schüler oder eine Schülerin nimmt ergänzend zu dem regulären Unterricht auch noch einige Stunden in einer höheren Stufe in einem oder mehreren Fächern um persönliche Interessen und/oder Begabungen zu stärken.
- Vorversetzung bzw. das Überspringen einer Klasse

### Vertieftes Lernen
Um verschiedene Themen und auch Interessen noch einmal bei dem Schüler oder der Schülerin zu fördern und zu vertiefen, bietet das Max-Planck-Gymnasium verschiedene Möglichkeiten und Programme:
- Arbeitsgemeinschaften (AGs)
- Wettbewerbe
- Austauschprogramme
- Ferienakademien
- Angebote von Universitäten

### Forder-Förder Projekt und das Frühstudium
Seit dem Schuljahr 2020/21 wird am Max-Planck-Gymnasium das Forder-Förder-Projekt ab der Jahrgangsstufe 7 angeboten, dessen Ziel es ist, dem Schüler und Schülerinnen mit besonderen Begabungen bei der Entwicklung ihrer Lernkompetenz zu unterstützen. Um das Projekt auch während der Unterrichts/Schulzeit zu ermöglichen, findet das Forder-Förder Projekt im Drehtürmodell statt (die Schüler und Schülerinnen verlassen für zwei Schulstunden in der Woche den Regelunterricht). In diesen Stunden forschen die Schüler und Schülerinnen an einem Thema ihrer Wahl. Das Ziel des Projekts ist es eine Expertenarbeit zu verfassen und zudem auch einen Expertenvortrag vorzubereiten.
Zudem kann man am Max-Planck-Gymnasium ein Frühstudium an der TU-Dortmund anfangen.

### Spezielle Klassen und Kurse
- bilinguale Klasse (französisch) ab der Jahrgangsstufe 5
- Bläserklasse ab der Jahrgangsstufe 5
- Biologie-Projektkurs
- Sport/Fußball-Projektkurs
- Erdkunde-Projektkurs[64]

## Persönlichkeiten
Unter den ehemaligen Schülern und Lehrern des MPG waren einige bekannte Persönlichkeiten. Es folgt eine nach Geburtsdatum sortierte Auswahl:
- Benno Jacob (1862–1945), liberaler Rabbiner, gab von 1906 bis zu seiner Pensionierung 1929 jüdischen Religionsunterricht an der Schule
- Otto Koch (1879–1952), als Oberstudienrat Religionslehrer von 1912 bis 1934.[65]
- Ernst Appel (1884–1973), Rabbiner, gab von 1929 bis 1937 jüdischen Religionsunterricht an der Schule
- August Hallermann (1896–1966), nationalsozialistischer Agrarfunktionär
- Wilhelm Tönnis (1898–1978), Nestor der deutschen Neurochirurgie
- Heinrich-Georg Raskop (1904–1985), konservativer Politiker und Hochschullehrer
- Alexander Menne (1904–1993), liberaler Politiker und Manager, langjähriger Präsident des VCI und Mitbegründer des Pharma- und Chemiekonzerns Hoechst
- Gustav Ermecke (1907–1987), katholischer Sozialethiker und Hochschullehrer
- Karl-Heinz Rüsch (1908–1986), Elektrotechniker und Politiker
- Ulrich Knispel (1911–1978), deutscher Maler, Mosaikkünstler, Grafiker, Zeichner und Kunstpädagoge, arbeitete von 1956 bis 1961 als Kunsterzieher an der Schule
- Eugen Fritze (1913–2011), Arzt und Autor, Chefarzt des Klinikum Bergmannsheil
- Paul Nordhues (1915–2004), Weihbischof in Paderborn
- Ernst Schröder (* 1919), Unternehmer, langjähriger Leiter der Firma Anker-Schroeder
- Günter Kleinjohann (1926–2021), deutscher Architekt und emeritierter Professor für Architektur der Hochschule Trier
- Günter Bauer (1928–2012), Journalist und Schriftsteller
- Hans-Hermann Gattermann (1931–1994), Jurist und Politiker (FDP)
- Jost Vacano (* 1934), international bekannter Kameramann
- Daniel Goeudevert (* 1942), Manager und Autor; war als 14-jähriger Austauschschüler am MPG. 1997 kam er zu einer Lesung an die Schule zurück, wo er aus seinem ersten Buch Wie ein Vogel im Aquarium vorlas. In dem Buch spielt das Gymnasium auf Seite 46 der Erstauflage eine Rolle.[66]
- Karin Kahlhofer (1943–2017), deutsche Malerin, Bildhauerin und Aktionskünstlerin, war in den Achtzigerjahren Kunsterzieherin am MPG[67]
- Eberhard Kranemann (* 1945), Medienkünstler, Meisterschüler an der Kunstakademie Düsseldorf, Teilnahme an der Documenta 2012[68]
- Josef Clemens (* 1947) ist deutscher römisch-katholischer Geistlicher und Kurienbischof der Römische Kurie. Er war Sekretär des Päpstlichen Laienrates und gehörte dem Präsidenten-Komitee des Familienrates an. Er unterrichtete im Schuljahr 1979/1980 als Vikar das Fach Katholische Religion an der Schule.[69]
- Johannes Weinrich[70] (* 1947), deutscher Terrorist und ehemaliges Mitglied der Revolutionären Zellen sowie der Organisation Internationalistischer Revolutionäre („Carlos-Gruppe“)
- Heiner Möller (* 1948), Handballnationalspieler und erfolgreicher Fotograf lehrte hier von 1972[55] bis 2012.
- Edmund Brahm (* 1948), Richter, 2001–2011 Präsident des Landgerichts Dortmund
- Reinhard Wendemuth (* 1948), ehemaliger deutscher Ruderer. Er gewann 1974 Weltmeisterschaftsbronze im Vierer ohne Steuermann
- Norbert Thimm[71] (* 1949), 150-facher ehemaliger Basketballnationalspieler
- Manfred Zöllmer (* 1950), Volkswirtschaftler und Politiker, Bundestagsabgeordneter der SPD
- Christoph Butterwegge (* 1951), linker Politikwissenschaftler und Hochschullehrer
- Ulrich Monegel[72] (1954–2020), Bürgermeister der Stadt Dortmund, zuvor Vorsitzender der CDU-Fraktion im Rat der Stadt
- Winfried Heinemann (* 1956), pensionierter deutscher Offizier (Oberst a. D.) und Militärhistoriker. Er wirkte am Zentrum für Militärgeschichte und Sozialwissenschaften der Bundeswehr und ist seit 2014 Honorarprofessor an der Brandenburgisch Technischen Universität Cottbus-Senftenberg.
- Martin Rehborn (* 1956), Rechtsanwalt und Rechtswissenschaftler, der vorwiegend auf den Gebieten des Medizin- und Gesundheitsrechts tätig ist
- Johannes Rotter (* 1960), deutscher Schauspieler und Drehbuchautor
- Petra Schulze[73] (* 1965), Evangelische Landespfarrerin in Nordrhein-Westfalen, Evangelische Rundfunkbeauftragte beim Westdeutschen Rundfunk und Leiterin des Evangelischen Rundfunkreferates Nordrhein-Westfalen[74]
- Birgitta Schülke[75] (* 1966), Investigativ-Journalistin bei der Deutschen Welle[76]
- Kathrin Bracht[77] (* 1967), Professorin für Kirchengeschichte an der Universität Jena[78]
- Christian Seiler (* 1967), Rechtswissenschaftler, Richter und Hochschullehrer
- Sabina Müller (* 1968), (SPD)-Mitglied und seit 2020 Bürgermeister in Fröndenberg/Ruhr
- Axel Rüger (* 1968), Kunsthistoriker und Kurator. Direktor der Frick Collection in New York[79]
- Wolfram Grandezka (* 1969) besuchte die Schule nach dem Fortgang seiner Familie aus der DDR Mitte der 80er Jahre einige Zeit, bevor er als Schauspieler und als Ehemann des Models Nadja Auermann bekannt wurde
- Raphael Schneider (* 1970), Schauspieler
- Jens Vörtmann (* 1970), Pokerspieler und Finanzexperte[80]
- Nuri Şahin (* 1988), türkisch-deutscher Fußballspieler und -trainer
- Tim Treude (* 1990), deutscher Fußballspieler
- Yannick Rupert (* 1999), deutscher Fußballschiedsrichter
- Youssoufa Moukoko (* 2004), deutscher Fußballspieler

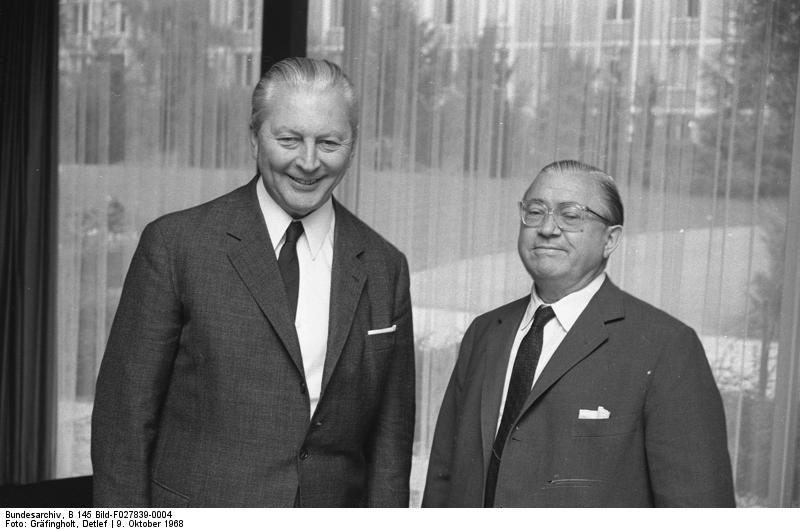
Alexander Menne (rechts) mit Kanzler Kiesinger (1967)
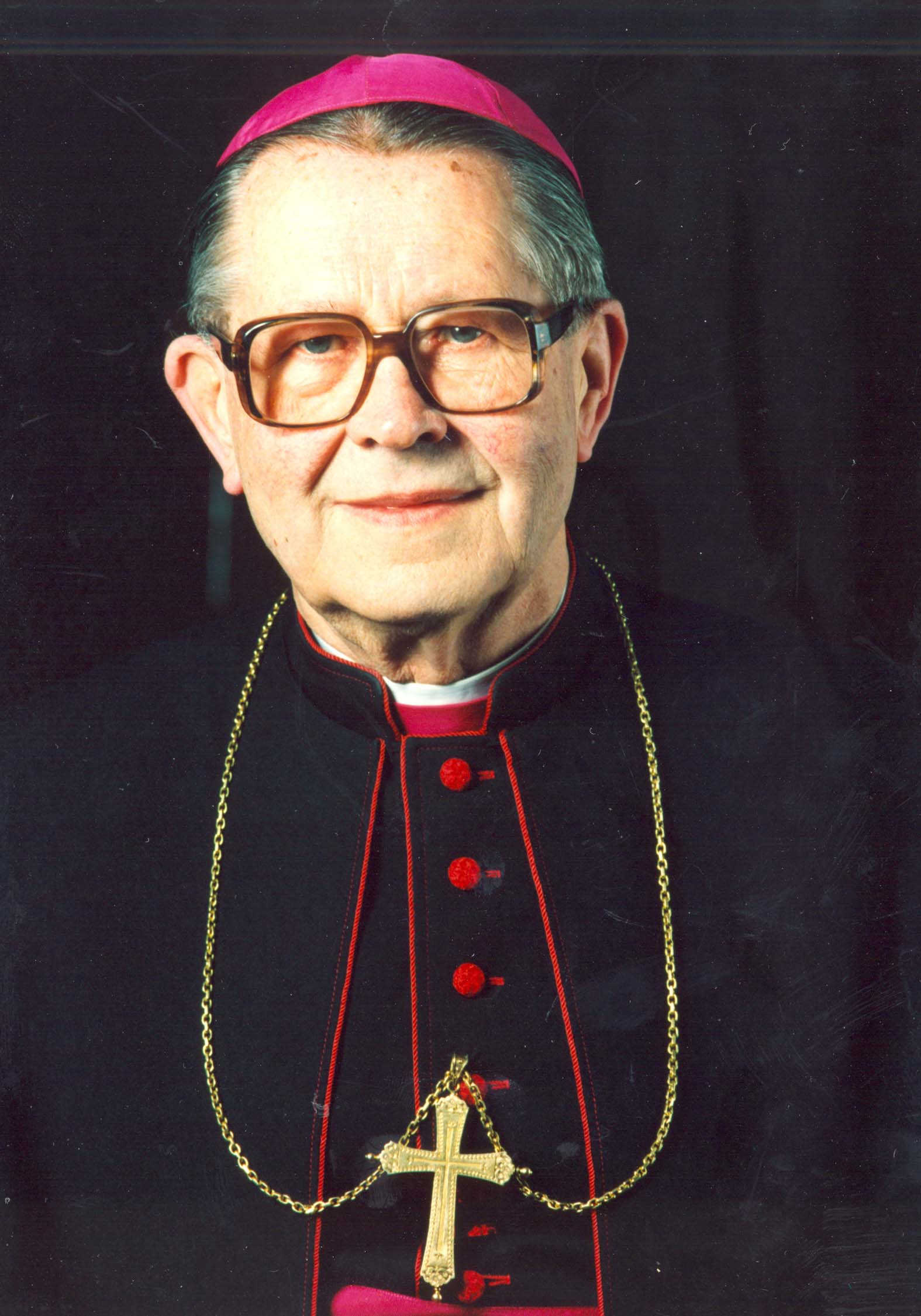
Bischof Paul Nordhues
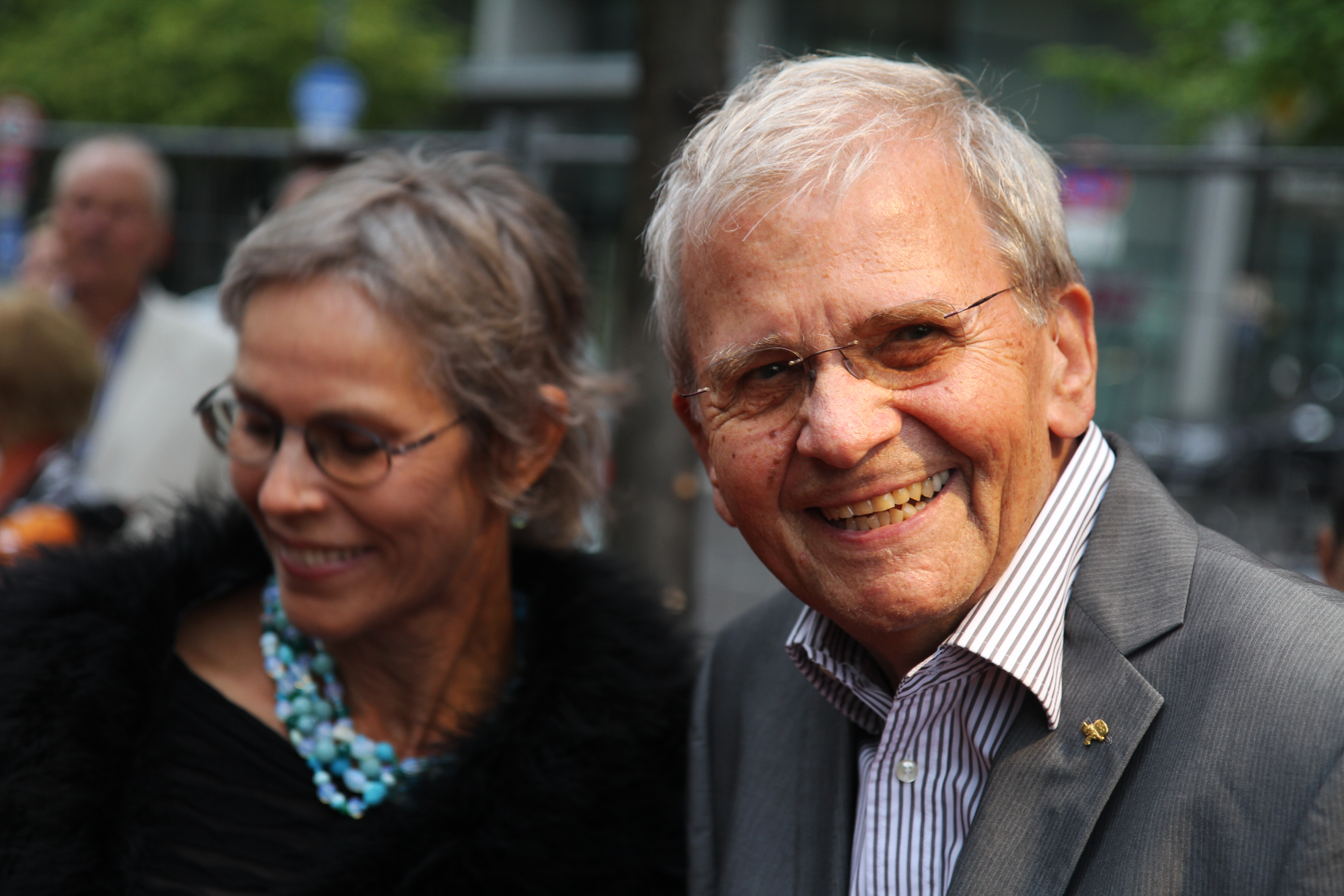
Jost Vacano mit seiner Frau (2011)
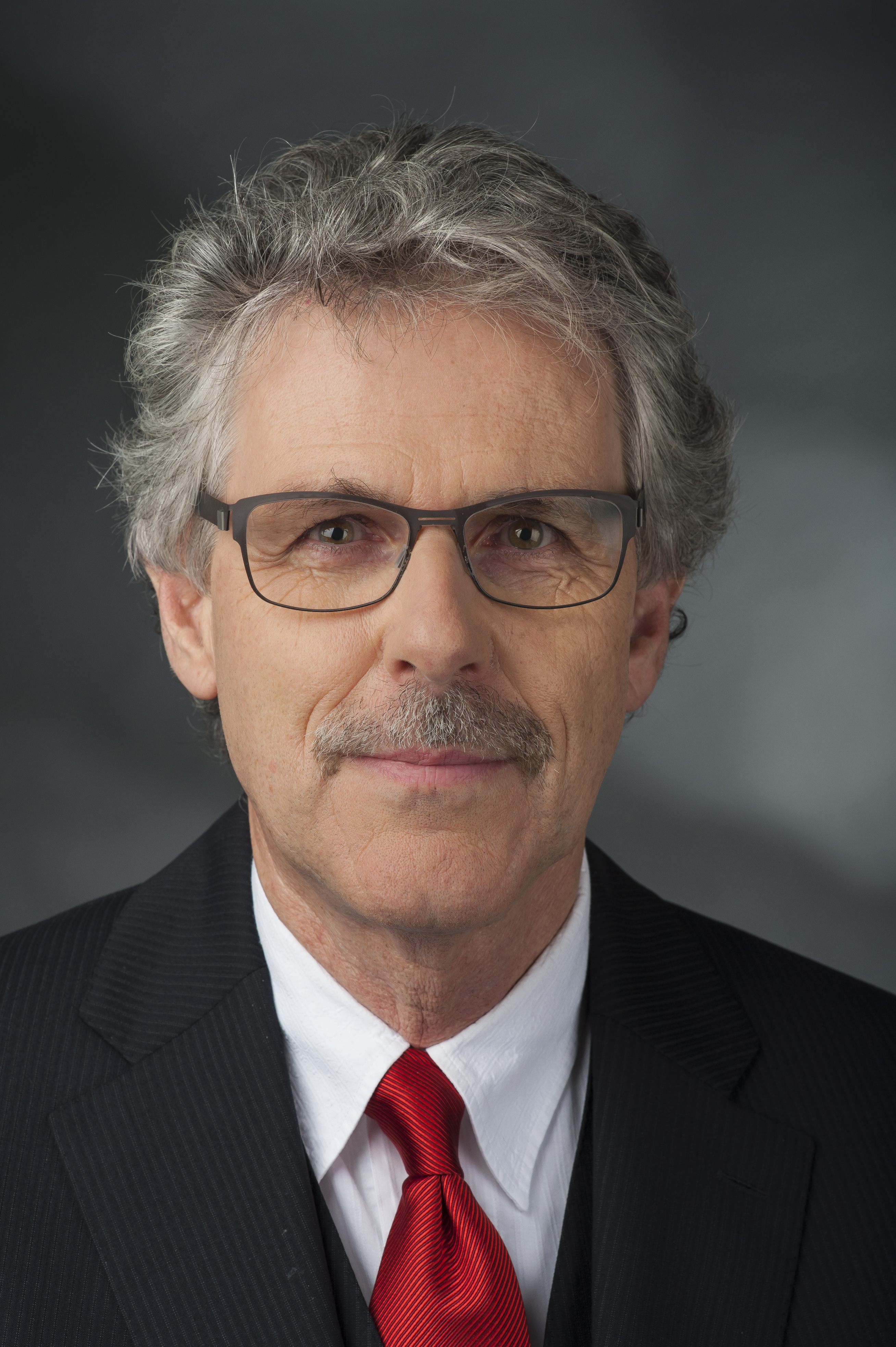
Manfred Zöllmer
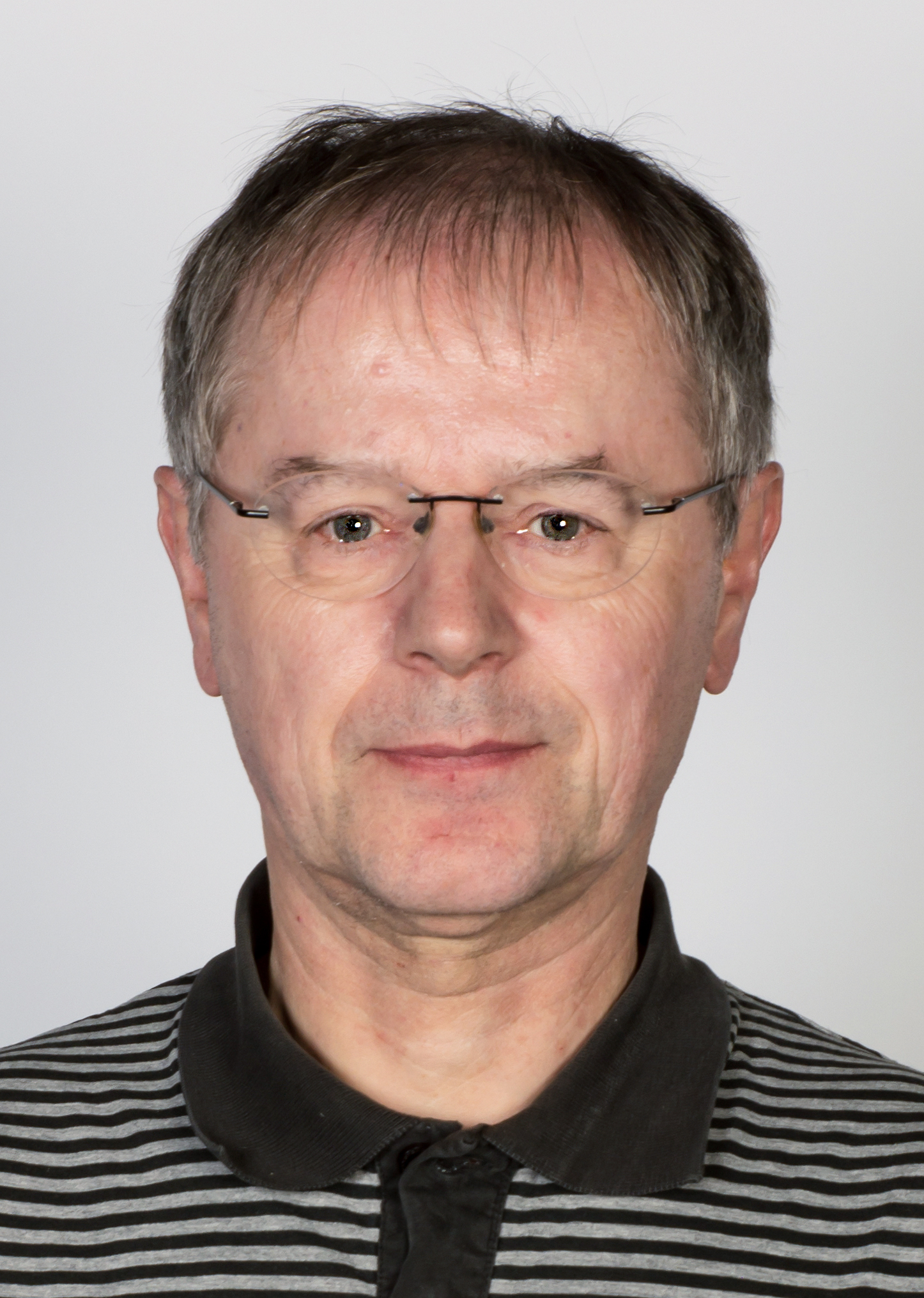
Christoph Butterwegge
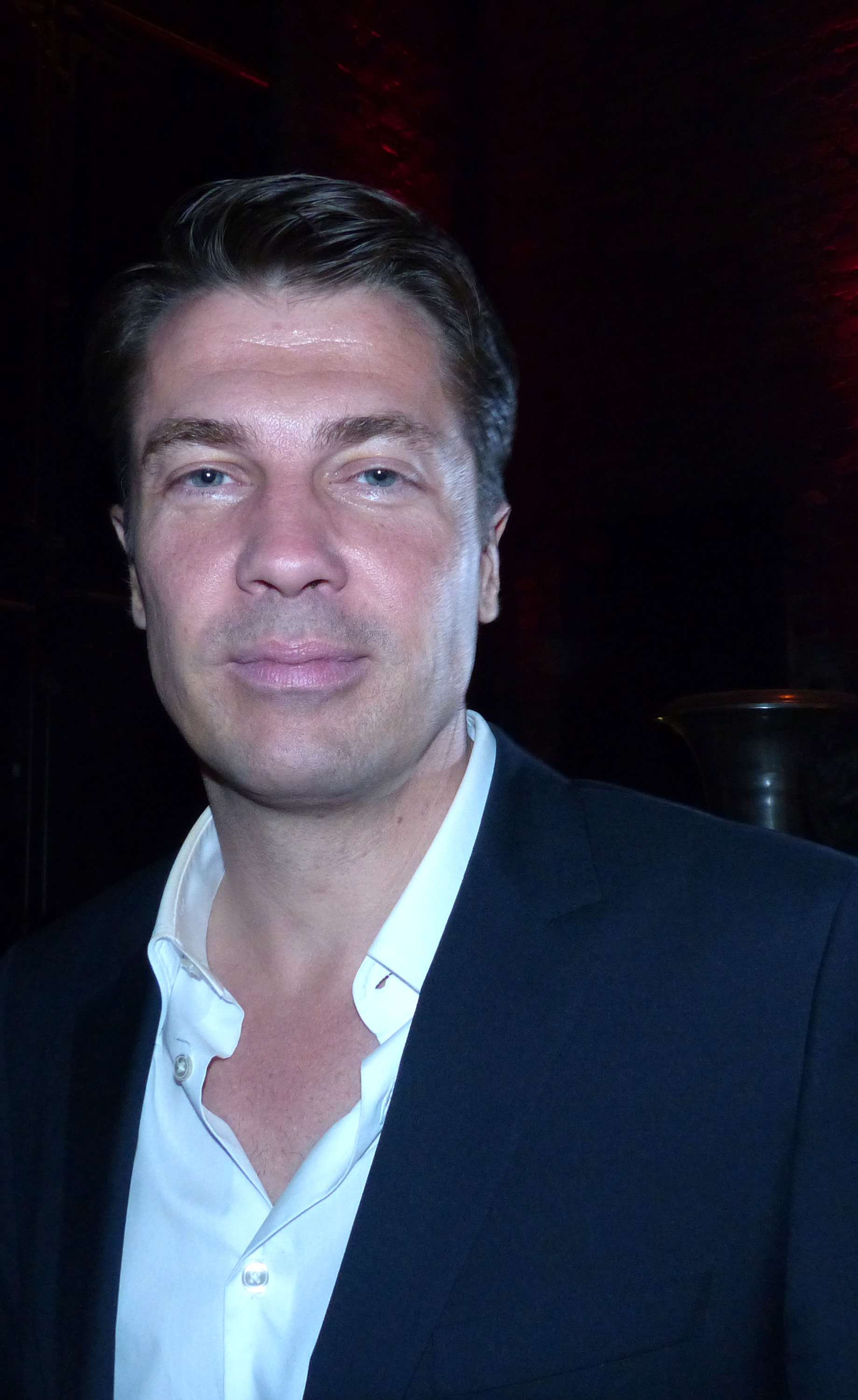
Wolfram Grandezka

## Belege
1. ↑  „Schulprogramm“ der Schule. (PDF) In: mpg-do.de. September 2020, abgerufen am 10. Januar 2021.
2. ↑  Europaschulen in Nordrhein Westfalen. In: europaschulen.nrw.de. Abgerufen am 31. Oktober 2023.
3. ↑  MP CourAGe. In: mpg-do.de. Abgerufen am 10. Januar 2021.
4. ↑  Wir sind „MINT-freundliche Schule“. In: news.mpg-dortmund.de. Abgerufen am 9. Dezember 2018.
5. ↑  Ausführlich dazu: Hans-Georg Westermann: Das preußische Militär rettet das Max-Planck-Gymnasium. In: Heimat Dortmund, Themenheft 3/1999: Schulmuseum und Schulgeschichte in Dortmund, S. 44–49.
6. 1 2 3 4  Johannes Kruse, Werner Kirstein: 1858–1958 Bismark-Realgymnasium, Max-Planck-Gymnasium Dortmund. Selbstverlag, 1958
7. ↑  Hans-Georg Westermann: Das preußische Militär rettet das Max-Planck-Gymnasium. In: Heimat Dortmund, Themenheft 3/1999: Schulmuseum und Schulgeschichte in Dortmund, S. 49.
8. ↑  Festrede des Oberstudiendirektors Prof. Dr. Wenderoth. (= Bericht über das Schuljahr 1929/30. 50 Jahre Städtisches Bismarck-Realgymnasium zu Dortmund 1879–1929. Erstattet von Oberstudiendirektor Dr. Wenderoth.). Eigenverlag, Dortmund 1930, S. 43 (zdb-services.de).
9. ↑  Hans Bohrmann: Zur Bücherverbrennung in Dortmund. In: Bibliotheksdienst, Band 47, 2013, Heft 5, S. 300 f.
10. 1 2 3  Högl, Günther: "Dortmund im Zeichen der nationalsozialistischen Bücherverbrennung vom 30. Mai 1933 - Die Akteure der Bücherverbrennung und die ´verbotenen Bücher´ der Stadt-und Landesbibliothek", in: Beiträge zur Geschichte Dortmunds und der Grafschaft Mark im Auftrag für den Historischen Verein für Dortmund und die Grafschaft Mark. Dortmund; 2008 Band 98/99, S. 89–110.
11. ↑  Friedhelm Kaiser war der Schule vom Staatlichen Pädagogischen Bezirks-Seminar zum 1. Oktober 1932 als Studienreferendar für die Fächer Religion, Deutsch und Geschichte zugewiesen worden. Im Herbst 1933 legte Kaiser an der Schule seine Pädagogische Prüfung ab und wurde anschließend der Schule zum 1. Oktober 1933 als Studienassesor "zur unentgeltlichen Beschäftigung" überwiesen. Qelle: Bericht / Städtisches Bismarck-Realgymnasium zu Dortmund über das Schuljahr 1932/33; Bericht / Städtisches Bismarck-Realgymnasium zu Dortmund über das Schuljahr 1933/34
12. ↑  Bettina Maoro: Die Zeitungswissenschaft in Westfalen 1914–45: Das Institut für Zeitungswissenschaften in Münster und die Zeitungsforschung in Dortmund. De Gruyter, Berlin/Boston 2019, S. 109
13. ↑  Julien Reitzenstein: Himmlers Forscher: Wehrwissenschaft und Medizinverbrechen im „Ahnenerbe“ der SS. Schöningh, Paderborn 2014, S. 53 f.
14. ↑  Zeitungsartikel des General-Anzeigers vom 31.05.1933. In: Internet-Portal Westfälische Geschichte. Abgerufen am 23. Januar 2021.
15. ↑  Birgit Ebbert: Bücherverbrennung in Dortmund. In: Website: Bücherverbrennung 1933. Zur Erinnerung an ein fast vergessenes Ereignis. Birgit Ebbert, abgerufen am 8. März 2025.
16. ↑  Treibende Kraft bei Bücherverbrennung. In: rheinpfalz.de. 29. September 2017, abgerufen am 8. März 2025.
17. ↑  Andreas Ganter: "Schmutzige, schamlose Schriften" : bei seiner Einstellung in Rheinland-Pfalz hat Hans Woelbing nicht nur seine Vergangenheit verschwiegen, sondern gelogen ... in: Die Rheinpfalz / Zweibrücker Rundschau. - 73 (2017), Nr. 227 vom 29.9.
18. ↑  „Wir müssen immer weitermachen, auch wenn wir nie fertig werden“. Beispiel Hans Woelbing: LBZ initiierte am 11. Januar eine große Podiumsdiskussion zum Umgang mit nationalsozialistischer Vergangenheit in Zweibrücken. In: lbz.rlp.de. Landesbibliothekszentrum Rheinland-Pfalz, 17. Januar 2018, abgerufen am 8. März 2025.
19. ↑  Berechnung auf Grundlage von a) der Jahresberichte Städtisches Realgymnasium zu Dortmund. 1900 bis 1915, urn:nbn:de:hbz:061:1-427107 und b) IV. Die Schüler. (= Bericht über das Schuljahr 1929/30. 50 Jahre Städtisches Bismarck-Realgymnasium zu Dortmund 1879–1929. Erstattet von Oberstudiendirektor Dr. Wenderoth.). Eigenverlag, Dortmund 1930, S. 28 f. (zdb-services.de).
20. ↑  Karl-Heinz Löhr: Erinnerungen an meine Schulzeit – Abiturjahrgang 1936. In: Festschrift 125 Jahre Max-Planck-Gymnasium Dortmund – früher Bismarck-Realgymnasium. Selbstverlag 1983, S. 61–63
21. ↑  III. Die Lehrer. (= Bericht über das Schuljahr 1939/30. 50 Jahre Städtisches Bismarck-Realgymnasium zu Dortmund 1879–1929. Erstattet von Oberstudiendirektor Dr. Wenderoth). Eigenverlag, Dortmund 1930, S. 27 (zdb-services.de).
22. ↑  Ernst Appel. In: Günter Birkmann, Hartmut Stratmann, Thomas Kohlpoth: Bedenke vor wem Du stehst. 300 Synagogen und ihre Geschichte in Westfalen und Lippe. Klartext-Verlag, Essen 1998, ISBN 3-88474-661-8.
23. ↑  Rolf Fischer: Verfolgung und Vernichtung. Die Dortmunder Opfer der Shoah. Gedenkbuch (= Stadtarchiv Dortmund [Hrsg.]: Schriftenreihe der Mahn- und Gedenkstätte Steinwache Dortmund. Band 2). Klartext Verlag, Essen 2015, ISBN 978-3-8375-1228-1, S. 26, 33, 37.
24. ↑  Entnazifizierungsbogen in der Personalakte von Otto Koch, Stadtarchiv Dortmund (Best. Nr.: 140 P/ Nr. 40-P-1952-28)
25. ↑  Auler: 3. Übersicht der Abiturienten (= Städtisches Realgymnasium zu Dortmund [Hrsg.]: Jahres-Bericht über das … Schuljahr 1914/1915). Eigenverlag, Dortmund 1915, S. 22 (digital.ub.uni-duesseldorf.de, PDF).
26. ↑  Rebecca Schwoch: Jüdische Ärzte als Krankenbehandler in Berlin zwischen 1938 und 1945. Mabuse-Verlag: Frankfurt am Main 2018, S. 289f.
27. ↑  Auler: 3. Übersicht der Abiturienten (= Städtisches Realgymnasium zu Dortmund [Hrsg.]: Jahres-Bericht über das … Schuljahr 1910/1911). Eigenverlag, Dortmund 1911, S. 22 (digital.ub.uni-duesseldorf.de [PDF]).
28. ↑  Dortmunder Einwohnerbuch 1921
29. ↑  Lfd. Nr. 197, 198, 200, in: Namensliste der 501 deportierten Juden aus dem Regierungsbezirk Arnsberg, Blatt 10, Lfd. Nr. 201 in: Namensliste der 501 deportierten Juden aus dem Regierungsbezirk Arnsberg, Blatt 11
30. ↑  Rolf Fischer: Verfolgung und Vernichtung. Die Dortmunder Opfer der Shoah. Gedenkbuch (= Stadtarchiv Dortmund [Hrsg.]: Schriftenreihe der Mahn- und Gedenkstätte Steinwache Dortmund. Band 2). Klartext Verlag, Essen 2015, ISBN 978-3-8375-1228-1, S. 46,66.
31. ↑  Max Grünewald. In: Gedenkbuch – Opfer der Verfolgung der Juden. Bundesarchiv.
32. ↑  Max Grünewald in der Zentralen Datenbank der Namen der Holocaustopfer der Gedenkstätte Yad Vashem Gedenkblatt Max Grünewald. Forschungs- und Gedenkstätte Yad Vashem, Jerusalem/Israel.
33. ↑  Projektbericht: Stolperstein für Max Grünewald auf der Website der Schule, abgerufen am 24. Januar 2023
34. ↑  Artikel im Ehemaligenheft Nachrichtenblatt Nr. 42, Dezember 1999, S. 29f.
35. ↑  Nils Kowalewski, Heiner Laumann, Walter Lehner, Gerhard Limberg: Aus der Geschichte des Reinoldus-Gymnasiums. (PDF) In: rsg-gym.org. Reinoldus- und Schiller-Gymnasium, S. 8, abgerufen am 24. Januar 2021.
36. 1 2  Gerd Kolbe: Der Fußball kommt nach Dortmund - im Jahr 1890. In: Westfälische Rundschau. Funke Mediengruppe, 19. Februar 2015, abgerufen am 14. März 2015.
37. ↑  Bernhard Kuhse: Schülerrudern. Geschichte und Betrieb. Berlin Weidmannsche Buchhandlung 1908. S. 154; archive.org.
38. 1 2  70 Jahre Schüler-Rudern 1899–1969. Max-Planck-Gymnasium – ehemals Bismarck-Realgymnasium, Dortmund 1969 zbsport.de
39. ↑  Auler: Ruder-Verein des Realgymnasiums zu Dortmund (= Städtisches Realgymnasium zu Dortmund [Hrsg.]: Jahres-Bericht über das... Schuljahr 1899/1900). Eigenverlag, Dortmund 1900, S. 23 (digital.ub.uni-duesseldorf.de).
40. ↑  Die Geschichte der Ruderriege von 1899 am Max-Planck-Gymnasium auf der Website der Ruderriege, abgerufen am 14. März 2015
41. ↑  Günther Risse: Schul- und Schülerrudern in Dortmund. In: Ruderclub Germania und Ruderclub Hansa in Kooperation mit der Stadt Dortmund: Tag des Rudersports. Dortmund 2009 8.–10. Mai, Eigenverlag 2009, S. 24.
42. ↑  Artikel zur Schulgeschichte im Ehemaligenheft Nachrichtenblatt Nr. 43, Dezember 2000, S. 27.
43. ↑  Geschichte des Max-Planck-Gymnasiums Dortmund auf der Website seines Ehemaligenvereins, abgerufen am 14. März 2015
44. ↑  Artikel im Ehemaligenheft Nachrichtenblatt Nr. 50, Dezember 2007, S. 34.
45. ↑  Fluktuation in der Krise (= Verein der ehemaligen Schüler des Max-Planck-Gymnasium, früher Bismarck-Realgymnasium zu Dortmund e. V. [Hrsg.]: Max-Planck-Gymnasium. Band 15). Band 1. Eigenverlag, Dortmund Dezember 1972, S. 2.
46. ↑  Mit dem Verdienstorden Frankreichs ausgezeichnet. Wolfgang Asshoff im Rathaus geehrt. In: Ruhr-Nachrichten, 24. März 2015.
47. ↑  Religion. Abgerufen am 31. Oktober 2023.
48. ↑  Einmalig in Deutschland: Portugiesisch-Unterricht an Dortmunder Gymnasium. In: PT-Magazin, 8. Mai 2007; abgerufen am 14. März 2015
49. ↑  Portugiesisch. In: mpg-do.de. Abgerufen am 10. Januar 2021.
50. ↑  Portugiesischer Verdienstorden (Memento vom 2. April 2015 im Internet Archive) mpg-dortmund.de; abgerufen am 14. März 2015
51. ↑  Wanderfahrten seit der Neugründung der Ruderriege. Abgerufen am 10. Januar 2021., auf ruderriege-mpg.de
52. ↑  Städtisches Realgymnasium zu Dortmund: Schulnachrichten, 1913/14, S. 17 (digital.ub.uni-duesseldorf.de, PDF)
53. ↑  Johannes Kruse, Werner Kirstein: 1858–1958 Bismark-Realgymnasium, Max-Planck-Gymnasium Dortmund. Selbstverlag, 1958, S. 120.
54. ↑  Johannes Kruse, Werner Kirstein: 1858–1958 Bismark-Realgymnasium, Max-Planck-Gymnasium Dortmund. Selbstverlag, 1958. S. 131.
55. 1 2  Lorbeer wieder kiloweise (= Verein der ehemaligen Schüler des Max-Planck-Gymnasium, früher Bismarck-Realgymnasium zu Dortmund e. V. [Hrsg.]: Max-Planck-Gymnasium. Band 15). Band 1. Eigenverlag, Dortmund Dezember 1972, S. 12.
56. ↑  Ergebnisarchiv Head of the River Race. In: horr.co.uk. Abgerufen am 10. Januar 2021.
57. ↑  Max Planck Ruderer gewinnen 6 Stadtmeistertitel und den Gesamtsieg bei den 1. Dortmunder Schüler-Stadtmeisterschaften im Rudern (Memento vom 2. April 2015 im Internet Archive) mpg-dortmund.de; abgerufen am 14. März 2015
58. ↑  Fußball – Max-Planck-Gymnasium. Abgerufen am 13. Juni 2021 (deutsch).
59. ↑  Giannina B. gewinnt US Masters Titel (Memento vom 7. April 2015 im Internet Archive) mpg-dortmund.de, abgerufen am 14. März 2015
60. ↑  Piesendorf-Skifahrt. In: mpg-do.de. Abgerufen am 10. Januar 2021.
61. ↑  Bundeszentrale für politische Bildung: Individuelle Förderung: Ideen, Hintergründe und Fallstricke. 3. Mai 2013, abgerufen am 10. Oktober 2023.
62. ↑  Individuelle Förderung – Fördern und Fordern – Max-Planck-Gymnasium. Abgerufen am 10. Oktober 2023 (deutsch).
63. ↑  SchülerUni an der TU Dortmund. Abgerufen am 10. Oktober 2023.
64. ↑  Individuelle Förderung – Fördern und Fordern – Max-Planck-Gymnasium. Abgerufen am 10. Oktober 2023 (deutsch).
65. ↑  Siehe Beleg 20
66. ↑  Artikel im Ehemaligenheft Nachrichtenblatt Nr. 40, Dezember 1997, S. 32 (mit Foto und Zeitungsausschnitt aus der Ruhr Nachrichten)
67. ↑  Max-Planck-Gymnasium Dortmund: Das Lehrerkollegium, in: Max-Planck-Gymnasium Dortmund: Jahresbericht für das Schuljahr 1980/81. Dortmund, Eigenverlag 1981, S. 4.
68. ↑  Eberhard Kranemann auf galerie-weithorn.de
69. ↑  Max-Planck-Gymnasium Dortmund: Das Lehrerkollegium, in: Max-Planck-Gymnasium Dortmund: Jahresbericht für das Schuljahr 1979/80. Dortmund, Eigenverlag 1980
70. ↑  Abitur im Herbst 1966, siehe Festschrift, S. 215
71. ↑  Abitur 1969; siehe Festschrift 1983, S. 215.
72. ↑  Abitur 1973; siehe Festschrift 1983, S. 217.
73. ↑  1983 Schülerin der Jahrgangsstufe 11; siehe Festschrift 1983, S. 235
74. ↑  Petra Schulze auf rundfunk.evangelisch.de
75. ↑  1983 Schülerin der Jahrgangsstufe 11; siehe Festschrift 1983, S. 235
76. ↑  Birgitta Schülke auf dw.com
77. ↑  1983 Schülerin der Klasse 10a; siehe Festschrift 1983, S. 232
78. ↑  Professorin Dr. Katharina Bracht auf uni-jena.de
79. ↑  Britta Linnhoff: „Dortmunder Junge“ macht international Karriere Axel Rüger wird Museumsleiter in New York, Beitrag vom 1. Januar 2025 auf: ruhrnachrichten.de
80. ↑  "87 Mädchen und 80 Jungen am „Max-Planck“", Artikel der Ruhr Nachrichten vom 24. Mai 1989